# Transrapid 02
Der Transrapid 02 ist ein elektromagnetisch schwebendes Magnetschwebebahn-Testfahrzeug. Es hat eine silberne Lackierung, mit einem roten Strich und mit roter Schrift verziert. Es ist Nachfolger des Labormodells Transrapid 01 und wurde am 5. Oktober 1971 auf der am 11. Oktober 1971 fertiggestellten bivalenten Teststrecke für Magnet- und Luftkissenschwebesysteme auf dem Gelände der Krauss-Maffei AG in München benutzt. Die Teststrecke war 860 m lang, der Transrapid 02 sollte auf 800 m zur Höchstgeschwindigkeit gelangen und nach 130 m wieder zum Stehen kommen. Neben dem Transrapid 02 kam auf jener Teststrecke auch das im September 1972 gebaute Luftkissenschwebebahn-Fahrzeug Transrapid 03 zum Einsatz, um das Luftkissen- mit dem elektromagnetischen Schwebesystem zu vergleichen. Daher besaß dieser denselben Linearmotor wie der Transrapid 02. Nachdem die Testergebnisse zugunsten des elektromagnetischen Schwebesystems ausgefallen war, stellte man den Transrapid 02 auf der Verkehrsausstellung EXPO Paris vom 4. bis zum 9. Juni 1973 aus. Der Nachfolger des Transrapids 02 wurde der Transrapid 04, die beim Transrapid 03 eingesetzte Luftkissen-Technologie wurde nicht weiterverfolgt.